# Rosanny Zayas
Pour les articles homonymes, voir Zayas.
Rosanny Zayas, née le 14 mai 1990 à New York, est une actrice américaine.

## Biographie
En 2019, elle fait partie des actrices principales de la série The L Word: Generation Q.

## Filmographie
- 2013 : Three of One Kind : Barbara
- 2018 : Instinct (série télévisée) : Naomi
- 2018 : Elementary (série télévisée) : Valentina Duran
- 2018 : Adventure Capital (téléfilm) : Neak
- 2019 : Bonding (série télévisée) : Mom Dom
- 2019 : Otherhood : Rebecca
- 2019 : The Code (série télévisée) : Valentina Cruz (2 épisodes)
- 2019 : Orange Is the New Black (série télévisée) : Daisy
- 2019 : Modern Persuasion : Alicia Vasquez
- 2019 - 2021: The L Word: Generation Q (série télévisée) : Sophie Suarez (Saison 1: 8 épisodes, Saison 2 : 10 épisodes)
- 2022 : Échos (Echoes) (mini-série) : l'adjointe du shérif Paula Martinez